# Lord Asriel
Lord Asriel est un personnage de fiction et l'un des personnages principaux de la trilogie À la croisée des mondes (His Dark Materials), de Philip Pullman. Lord Asriel est le père de l'héroïne Lyra Belacqua qu'il a eue avec sa maîtresse Marisa Coulter.

## Biographie fictive

### Les Royaumes du Nord
Érudit respecté de Jordan College, Lord Asriel est un grand explorateur. C'est aussi l'oncle sévère et distant de Lyra Belacqua. Trop occupé par ses recherches et ses explorations pour s'occuper d'elle, il confie l'orpheline aux bons soins des Érudits de Jordan College. Avare en émotions, il se montre également peu patient. Lors de sa dernière visite au collège, il n'exprime aucune gratitude envers Lyra, qui a pourtant déjoué un complot visant à l'empoisonner. En effet, le Maître de Jordan College, craignant que Lord Asriel ne mette le monde entier en danger, tente de l'assassiner en versant du poison dans une carafe de Tokay, le vin favori de Lord Asriel.
Douze mois avant de revenir à Jordan College, Lord Asriel s'est rendu sur l'île du Svalbard et a atteint le pôle Nord. Il fait part au Maître et aux Érudits de sa découverte de la Poussière, un flot de particules lumineuses venues de l'espace, qui imprègne les humains par le biais de leur dæmon. Il explique également que la frontière entre les univers est plus fine au pôle qu'ailleurs, et il montre un photogramme où l'on peut voir une cité d'un autre monde à travers l'aurore boréale. Avec un financement suffisant, Lord Asriel pense être capable de créer un passage dans l'autre monde afin de l'explorer. Finalement, le Conseil du Collège
accepte de financer son voyage.     
Au cours de l'histoire, on apprend que Lord Asriel n'est en réalité pas l'oncle de Lyra, mais son père. Seuls le Maître de Jordan College, Mme Coulter et Lord Faa, le Roi des Gitans étaient dans le secret.
À Svalbard, lorsque Lyra arrive avec Roger dans la demeure de son père, celui-ci semble d'abord horrifié de la voir mais recouvre vite son sang-froid. Il est même extrêmement ravi que sa fille lui apporte le dernier élément pour mener à bien son expérience. En effet, pour créer le passage entre les deux mondes, il lui manquait l'énergie de la Poussière, or celle-ci ne peut se manifester que lorsque le dæmon d'un humain disparaît. Il enlève donc Roger pendant la nuit, et l'emmène sur un traîneau jusqu'à un glacier situé juste au-dessous de l'aurore. Il attache Roger à un câble relié à une machine, où le dæmon de Lord Asriel tient fermement entre ses crocs celui du jeune garçon. Lorsque Lord Asriel met sa machine en marche, le dæmon de Roger se volatilise en dégageant de la Poussière, créant ainsi un puissant jet d'énergie qui s'élève dans le ciel, jusqu'à entrer en contact avec la voûte de l'aurore. Celle-ci se déchire alors pour créer une brèche s'ouvrant sur l'autre monde. Lord Asriel n'hésite pas une seconde et franchit l'orifice, laissant derrière lui sa maîtresse et sa fille.

### Le Miroir d'ambre
Lord Asriel a trouvé refuge dans un monde volcanique inhospitalier où il s'est installé dans une immense forteresse, ayant à sa disposition des conseillers et des alliés importants, tels que le Roi Ogunwe, l'ange Xaphania ou Dame Oxentiel et les autres Gallivespiens. Il met tout en œuvre pour préparer la guerre contre le Royaume des Cieux, afin de détruire l'Autorité, et de construire la République des Cieux. Il rassemble ainsi une armée colossale, constituée d'anges, de sorcières, d'hommes de différents mondes et pays, et de Gallivespiens. 
C'est sur ses ordres que les deux anges Balthamos et Baruch vont chercher Will Parry pour l'amener dans sa forteresse, et il envoie par la suite deux Gallivespiens, Tialys et Salmakia, surveiller et accompagner le garçon et Lyra dans leur périple à travers les mondes. Il amène également Marisa Coulter dans sa tour après l'avoir fait arrêter dans l'Himalaya, où elle retenait sa fille captive. À la fin, alors que la bataille fait rage, il se sacrifie pour détruire le Régent Métatron, avec l'aide de son ancienne maîtresse, Marisa Coulter.

## Stelmaria

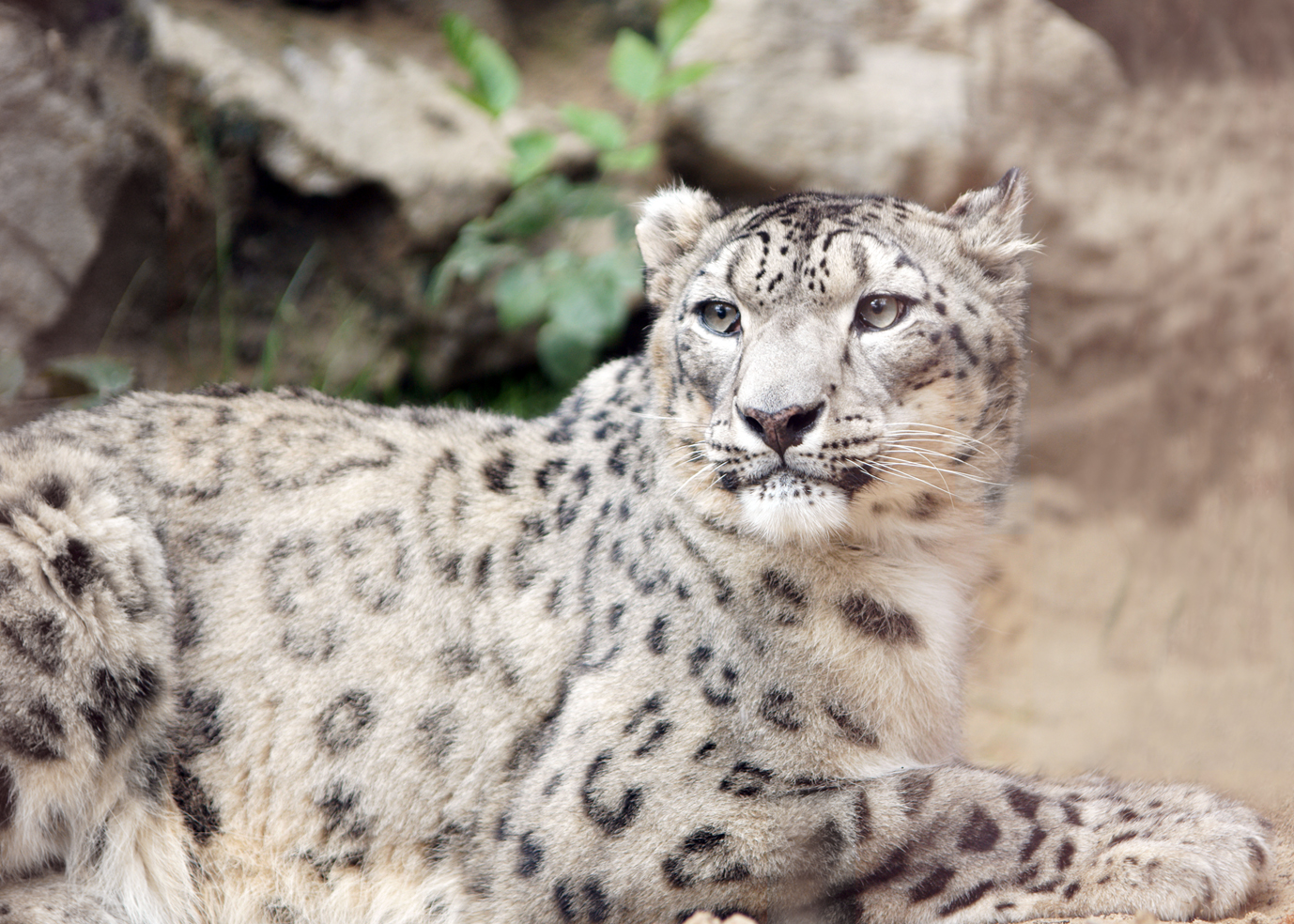
Un léopard des neiges.

Son dæmon est un léopard des neiges femelle, prénommé Stelmaria.

## Analyse
Symbole masculin, Lord Asriel, le père de Lyra, est un homme secret dont on sait peu de choses. Il est qualifié de « héros byronien », d'après le type de héros romantique créé par Lord Byron au XIXe siècle ; c'est en effet « un homme fier, maussade, cynique, avec un air de défi sur le visage et de la tristesse dans son cœur, à la revanche implacable, mais capable d'affection profonde et forte,, ». Il se présente lui-même comme un « libérateur » et est parfois rapproché de Satan, l'ange rebelle et le héros de Milton menant une guerre contre Dieu. Dans Le Miroir d'ambre, Lord Asriel construit son propre « Royaume », qu'il appellera la « République des Cieux », alors que Satan règne sur l'Enfer, acte de défi envers Dieu (Le Paradis perdu, livres I et II), et comme Satan dans les livres V et VI, il lève une armée rebelle pour vaincre les forces du Ciel. La différence entre les deux personnages est qu'Asriel va réussir, quoiqu'en y laissant sa vie, alors que Satan échoue.

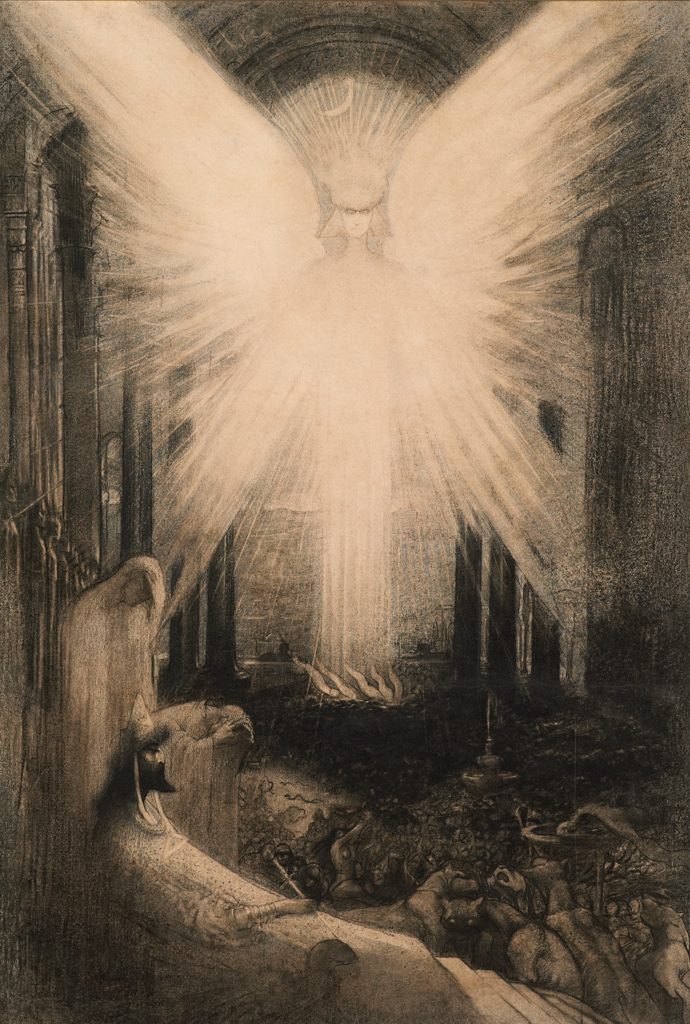
Lord Asriel

« Asriel » est phonétiquement proche d'Azraël, de l'arabe عزرائيل / Azra'il, l'ange de la mort des traditions hébraïques : il serait donc l'allégorie de la Mort, « celui qui veut tuer Dieu ». De plus, dans les mythologies juive et musulmane, Azraël sépare l'âme du corps au moment de la mort, ce qu'Asriel accomplit à la fin des Royaumes du Nord en séparant le dæmon (l'âme) du corps de Roger, l'ami de Lyra, et entraînant sa mort. En cela, il tient du Surhomme, l’Übermensch allemand, concept développé par Nietzsche et ainsi défini : « un dieu épicurien ramené sur la terre [qui] ne doit pas se soucier des hommes, ni les gouverner : sa seule tâche est la transfiguration de l'existence ». Asriel ne se soucie pas de l'individu, se rapprochant en cela du stoïcisme, pas même lorsqu'il s'agit d'un enfant, mais il poursuit son objectif d'un monde meilleur – et donc sans Dieu pour Pullman – au-delà du Bien et du Mal. Asriel est également l'anagramme d'« Israël » (Jacob) dont le nom hébreu (יִשְׂרָאֵל) signifie « celui qui a lutté avec Dieu ».
Certaines analyses récentes le comparent à Voldemort, l'antagoniste de la série Harry Potter. Asriel et Tom Jedusor, Voldemort dans sa jeunesse, se ressemblent par leur physique avantageux, leur charisme et leur morale ambiguë. De plus, ils ont en commun l'objectif de vaincre la Mort : Voldemort veut devenir immortel pour son bénéfice personnel (« Je suis allé plus loin que quiconque sur le chemin qui mène à l'immortalité. Tu connais mon objectif : conquérir la mort ») alors qu'Asriel entend la détruire dans l'intérêt de toute l'humanité (« Quelque part se trouve l'origine de toute la Poussière, de la mort, du péché, de la misère, du goût de la destruction qui règne sur Terre. Dès qu'ils voient une chose, les êtres humains ne peuvent s'empêcher de la détruire, Lyra. Voilà le vrai péché originel. Et je vais le détruire à mon tour. Je vais tuer la mort »),.

## Adaptations
|  |

Il est doublé en 2003 par Terence Stamp dans la version radio de la BBC. Dans l'adaptation au théâtre des romans en 2003 et 2004, il est interprété par Timothy Dalton.
Dans le film À la croisée des mondes : La Boussole d'or de 2007, Lord Asriel est incarné par Daniel Craig.
Dans la série télévisée His Dark Materials : À la croisée des mondes de 2019, Lord Asriel est interprété par James McAvoy.